# Fossar de la Pedrera

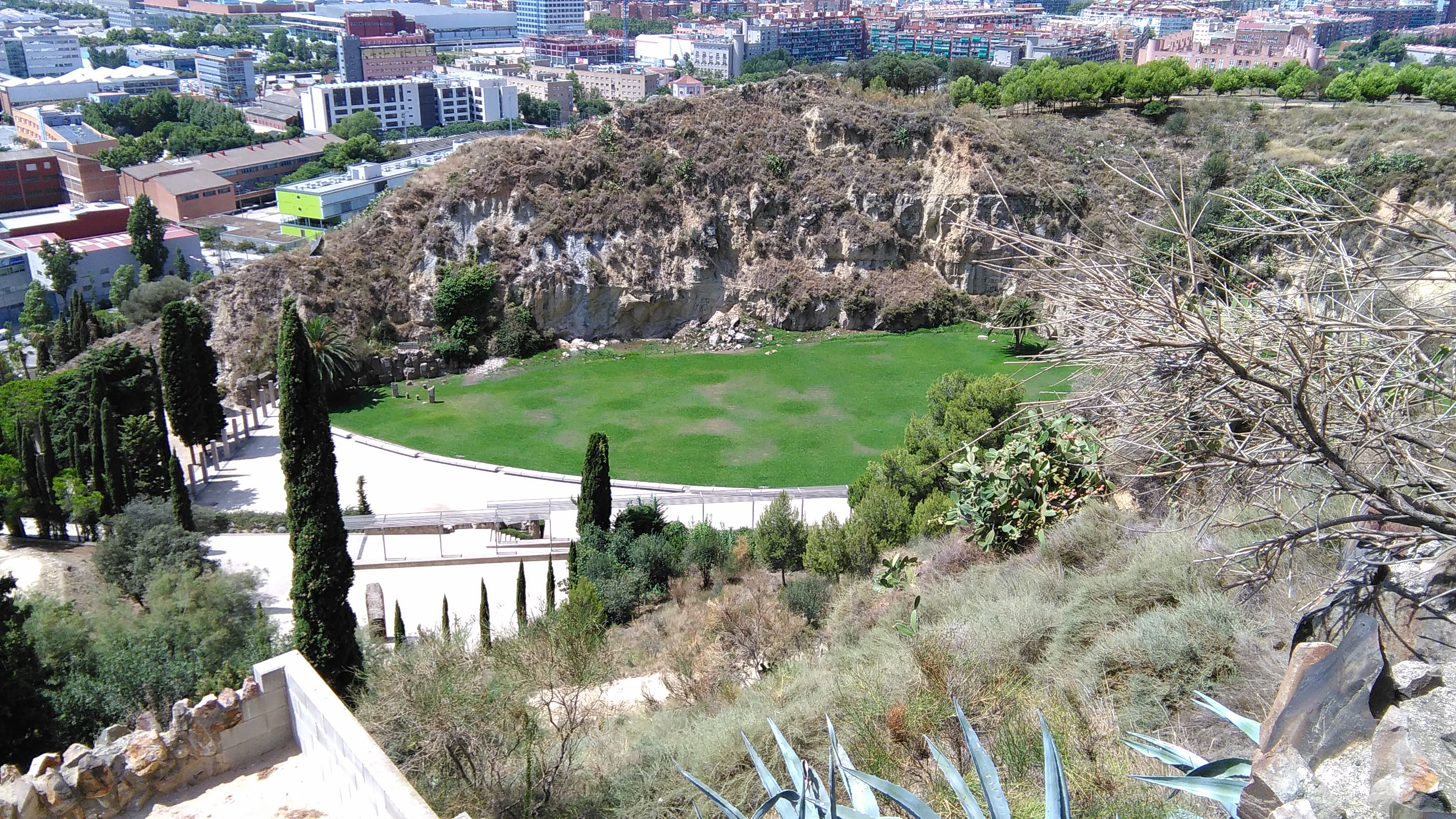
Il Fossar de la Pedrera

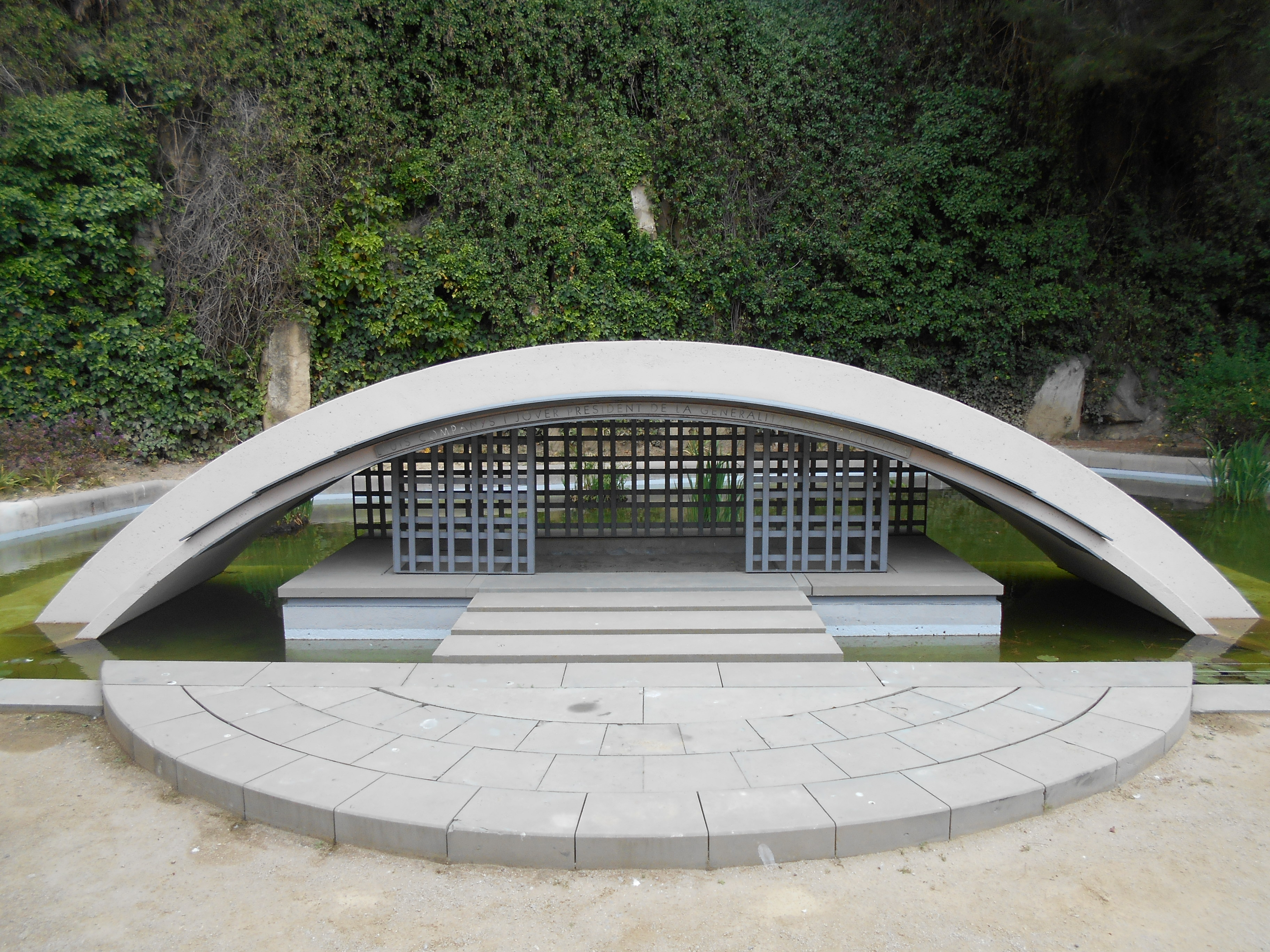
La tomba di Lluís Companys

Il Fossar de la Pedrera (in italiano Cimitero della Cava) è un'antica cava di pietra che si trova sul Montjuïc di Barcellona accanto al cimitero.
Nel corso dei secoli è stata utilizzata come fossa comune per i poveri e gli stranieri ma, sotto la dittatura di Franco, divenne luogo di fucilazione e di abbandono dei corpi di circa 4.000 repubblicani ed antifascisti vittime del Terrore bianco.
Dal 1985 il Fossar ospita anche i resti di Lluís Companys, il presidente della Repubblica Catalana giustiziato nel Castell de Montjuïc dal governo franchista. Ogni anno, nell'anniversario della sua morte, politici e civili catalani depongono una corona in memoria del presidente.
Il 27 ottobre 1985 alla presenza del Presidente della Generalitat Jordi Pujol, del sindaco di Barcellona Pasqual Maragall e dei parenti di Lluís Companys, è stato inaugurato un memoriale composto da una serie di colonne con i nomi delle vittime del franchismo. Sul sito si trovano anche un monumento commemorativo alle vittime del nazionalsocialismo inaugurato in occasione del cinquantesimo anniversario della fine della seconda guerra mondiale, una figura in bronzo in memoria di tutti i giustiziati dal governo franchista e un memoriale ai membri della CNT morti durante la guerra civile.